# Cyber Sunday 2006
Cyber Sunday 2006 was een pay-per-viewevenement in het professioneel worstelen dat geproduceerd werd door World Wrestling Entertainment (WWE). Cyber Sunday vond plaats op 5 november in de U.S. Bank Arena in Cincinnati (Ohio). Het was het derde pay-per-viewevenement dat volgens dit concept werd georganiseerd. Hiervoor stond het bekend als Taboo Tuesday.
Het concept van Cyber Sunday houdt in dat fans stemmen op bepaalde vragen. Er kan bijvoorbeeld worden gevraagd wie de tegenstander van een bepaalde worstelaar moet zijn of wie de gast scheidsrechter zal zijn. De uitslagen van de stemmingen worden in principe van tevoren bepaald, maar meestal blijken de antwoorden van de fans sterk overeen te komen met de plannen van de WWE. Daarom worden meestal de echte uitslagen getoond.

## Stemresultaten
| Poll | Resultaten                                                                               |
| --- | ---------------------------------------------------------------------------------------- |
| Tegenstander voor Umaga                                                                                   | Kane (49%) The Sandman (28%) Chris Benoit (23%)                                          |
| Type match voor Cryme Tyme vs. The Highlanders vs. Charlie Haas & Viscera vs. Lance Cade & Trevor Murdoch | Texas Tornado (50%) Tag Team Turmoil (35%) Fatal Four-Way (15%)                          |
| Tegenstander voor Jeff Hardy                                                                              | Carlito (62%) Shelton Benjamin (25%) Johnny Nitro (13%)                                  |
| Special guest referee voor Rated-RKO vs. D-Generation X                                                   | Eric Bischoff (60%) Jonathan Coachman (20%) Vince McMahon (20%)                          |
| Type match voor Lita vs. Mickie James                                                                     | Diva Lumberjack match (46%) No Disqualification Match (40%) Submission Match (14%)       |
| Ric Flair & "winnaar poll" vs. Spirit Squad                                                               | Roddy Piper (46%) Dusty Rhodes (35%) Sgt. Slaughter (19%)                                |
| Soort titelmatch voor King Booker vs. John Cena vs. Big Show                                              | World Heavyweight Championship (67%) ECW World Championship (21%) WWE Championship (12%) |

## Matchen
| Match                                                                                     | Aantekeningen                                               | Winnaar                      |
| ----------------------------------------------------------------------------------------- | ----------------------------------------------------------- | ---------------------------- |
| Kane vs. Umaga (met Armando Estrada)                                                      | Dark match - single match                                   | Umaga (met Armando Estrada)  |
| Cryme Tyme vs. The Highlanders vs. Charlie Haas & Viscera vs. Lance Cade & Trevor Murdoch | Texas Tornado match                                         | Cryme Tyme                   |
| Jeff Hardy (c) vs. Carlito                                                                | Match voor de WWE Intercontinental Championship             | Jeff Hardy (c)               |
| D-Generation X vs. Rated-RKO                                                              | Tag team match met Eric Bischoff als Special Guest Referee. | Rated-RKO                    |
| Mickie James vs. Lita                                                                     | Match voor de beschikbare WWE Women's Championship          | Lita (nc)                    |
| Spirit Squad (c) vs. Ric Flair & Roddy Piper                                              | Tag team match voor de World Tag Team Championship          | Ric Flair & Roddy Piper (nc) |
| John Cena vs. King Booker (c) vs. Big Show                                                | Triple Threat Match voor de World Heavyweight Championship  | King Booker (c)              |

(c) huidige kampioen voor en na de match | (nc) nieuwe kampioen na de match